# Wenlock (Geologie)
| ❮ | System    | Serie      | Stufe        | ≈ Alter (mya) |
| ❮ | später    | später     | später       | jünger        |
| - | --------- | ---------- | ------------ | ------------- |
| ❮ | S i l u r | Pridoli    | Pridolium    | 419,2 ⬍ 423   |
| ❮ | S i l u r | Ludlow     | Ludfordium   | 423 ⬍ 425,6   |
| ❮ | S i l u r | Ludlow     | Gorstium     | 425,6 ⬍ 427,4 |
| ❮ | S i l u r | Wenlock    | Homerium     | 427,4 ⬍ 430,5 |
| ❮ | S i l u r | Wenlock    | Sheinwoodium | 430,5 ⬍ 433,4 |
| ❮ | S i l u r | Llandovery | Telychium    | 433,4 ⬍ 438,5 |
| ❮ | S i l u r | Llandovery | Aeronium     | 438,5 ⬍ 440,8 |
| ❮ | S i l u r | Llandovery | Rhuddanium   | 440,8 ⬍ 443,4 |
| ❮ | früher    | früher     | früher       | älter         |

Das Wenlock (sehr selten auch Wenlockium genannt) ist in der Erdgeschichte eine chronostratigraphische Serie des Silur. Sie begann geochronologisch vor etwa 433.4 Millionen Jahren und endete vor etwa 427.4 Millionen Jahren. Sie löst die Llandovery-Serie ab und wird von der Ludlow-Serie gefolgt.

## Namengebung und Geschichte
Benannt ist das Wenlock nach Wenlock Edge, einem geologischen Aufschluss bei Much Wenlock in der mittelenglischen Grafschaft Shropshire. Der Name geht auf Roderick Murchison zurück, der ihn 1833 vorschlug.

## Definition und GSSP
Die ungenau bestimmte Basis liegt zwischen der Basis der Acritarchen-Biozone 5 und dem Aussterben der Conodonten-Art Pterospathodus amorphognathoides. Die Grenze liegt wahrscheinlich auch nahe der Basis der Cyrtograptus centrifugus-Graptolithen-Zone. Das Ende der Serie ist ebenfalls ungenau; sie liegt nahe der Basis der Saetograptus leintwardinensis-Graptolithen-Zone. Das Referenzprofil (GSSP = „Global Stratotype Section and Point“) für das Sheinwoodium liegt im Bach Hughely, 200 m südöstlich der wenigen Häuser von Leasows und 500 m nordöstlich der Kirche von Hughely, Apedale (Shropshire, England).

## Untergliederung
Die Wenlock-Serie ist in zwei geologische Stufen unterteilt:
- System: Silur (443.4–419.2 mya)
  - Serie: Pridolium (423–419.2 mya) (nicht in weitere Stufen untergliedert)
  - Serie: Ludlow (427.4–423 mya)
  - Serie: Wenlock (433.4–427.4 mya)
    - Stufe: Homerium (430.5–427.4 mya)
    - Stufe: Sheinwoodium (433.4–430.5 mya)

  - Serie: Llandovery (443.4–433.4 mya)

## Geologische Situation zur Zeit des Wenlock
Gekennzeichnet ist diese Serie durch den Zusammenprall der Kontinente Laurentia, Baltica und Avalonia, und der daraus resultierenden kaledonischen Orogenese.